# Orchis pallens
Orchis pallens är en orkidéart som beskrevs av Carl von Linné. Orchis pallens ingår i släktet nycklar, och familjen orkidéer. Inga underarter finns listade i Catalogue of Life.

## Bildgalleri

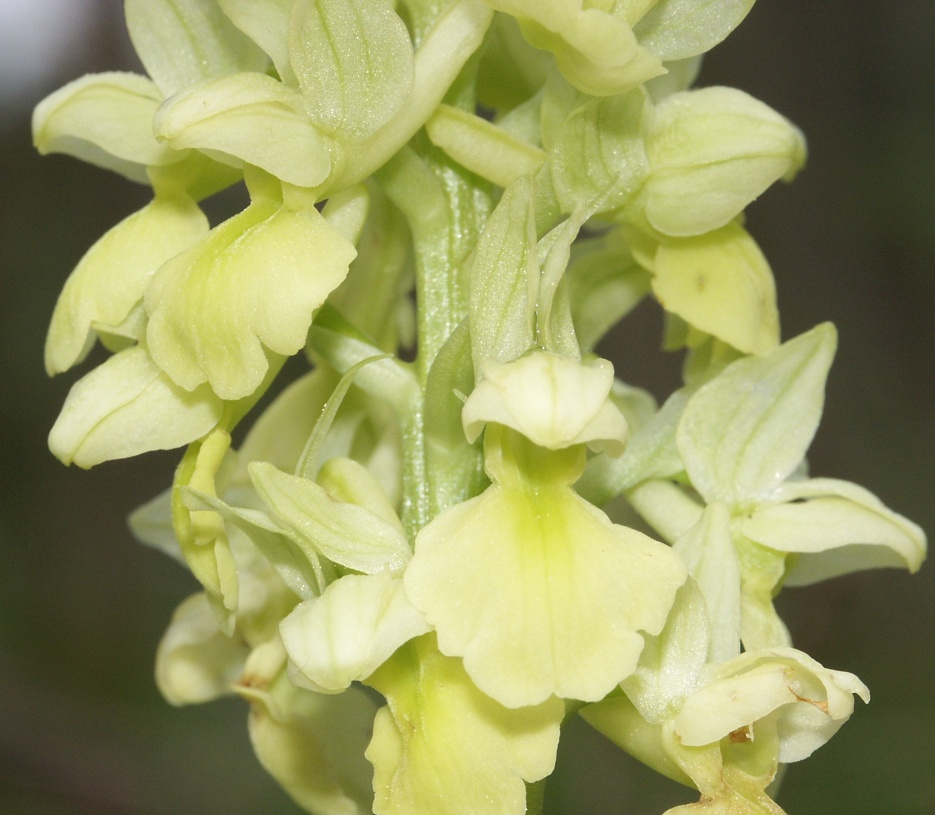
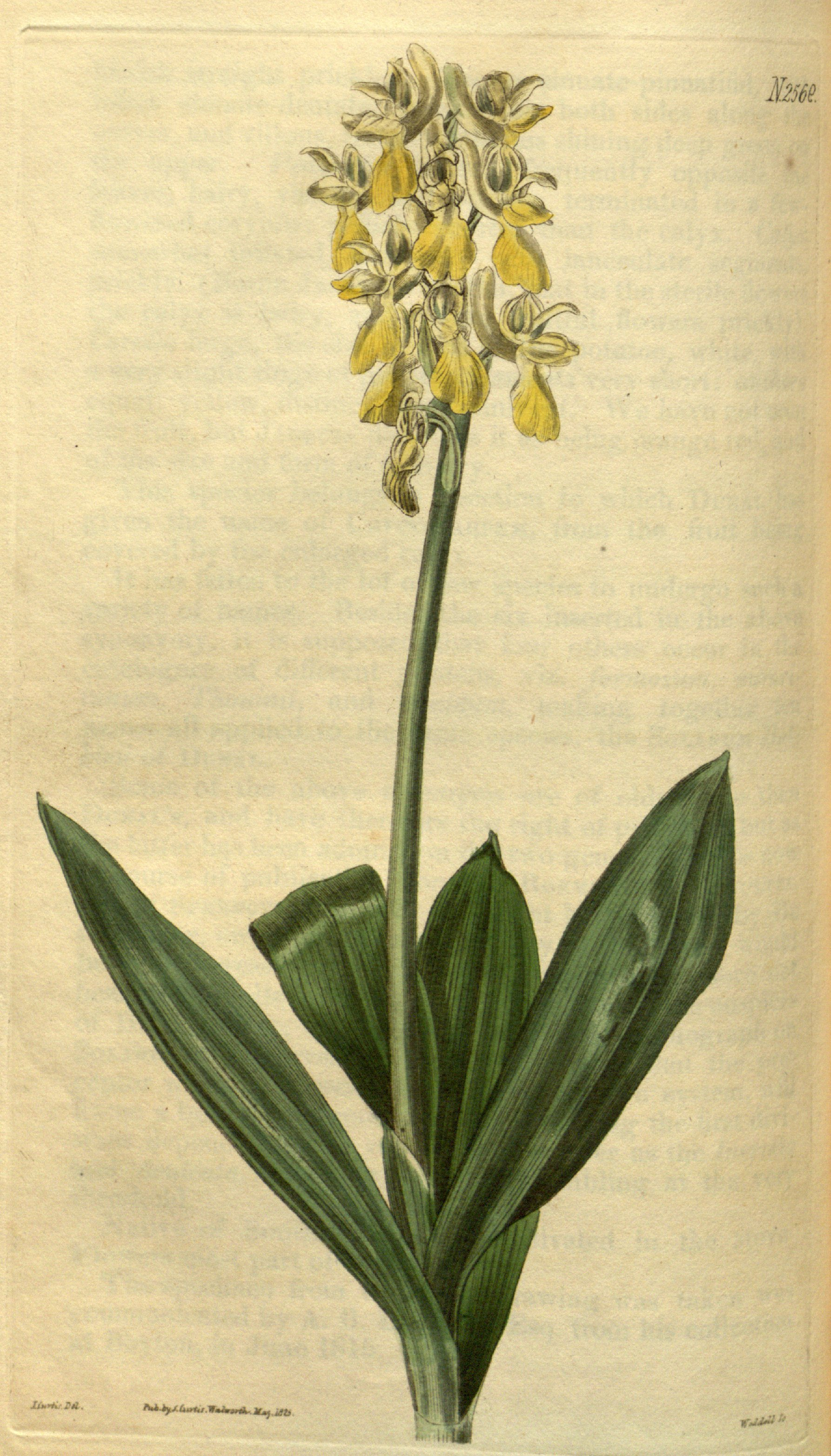
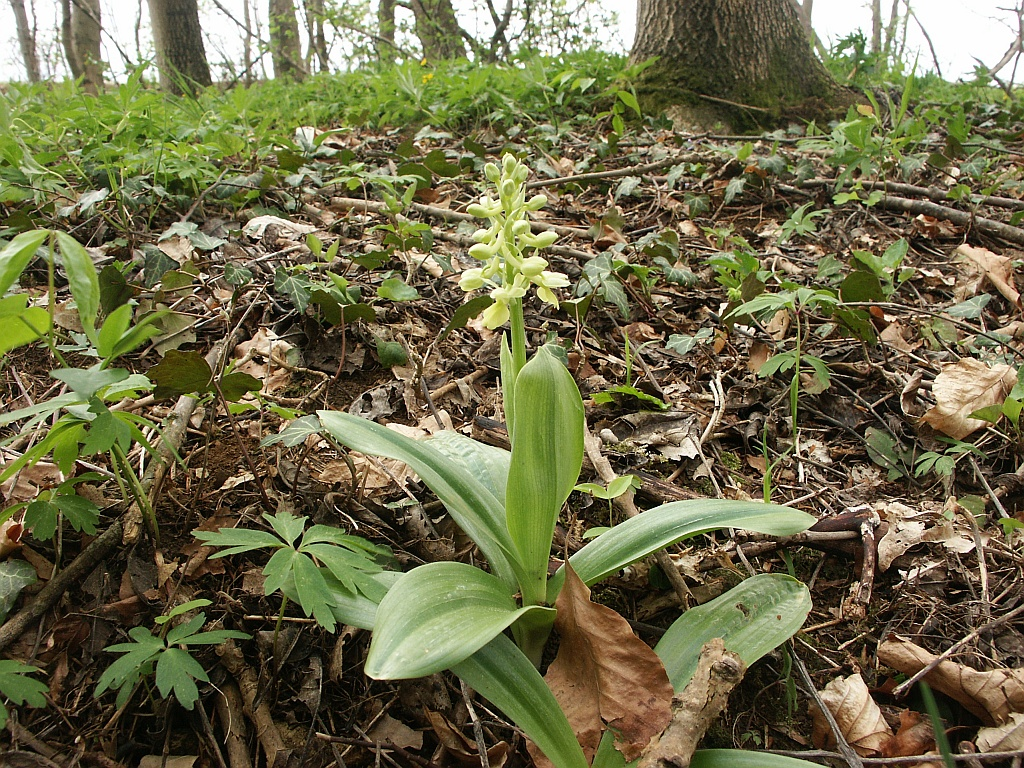
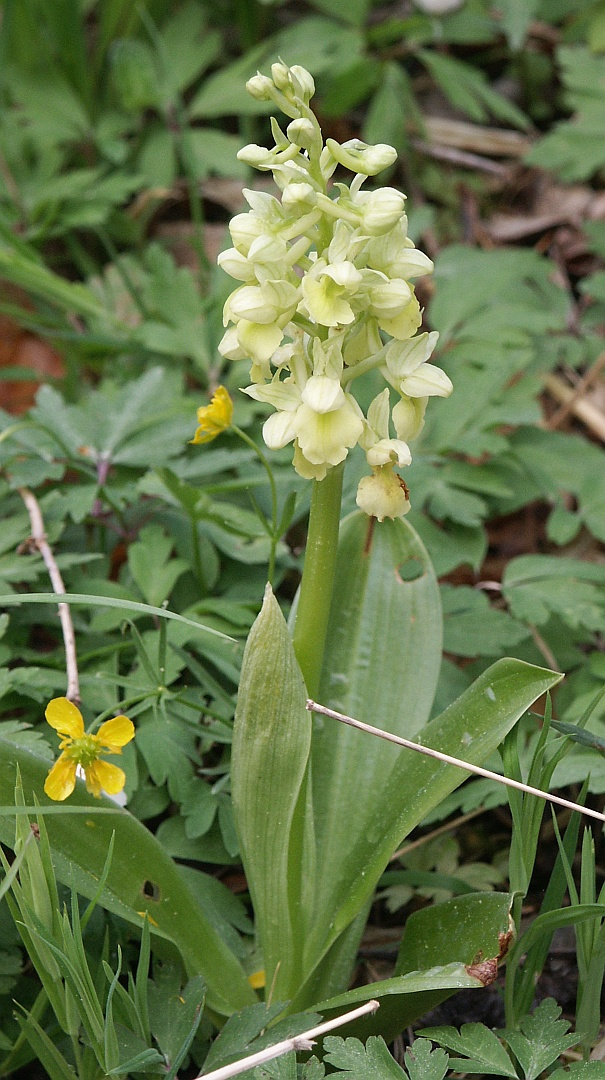
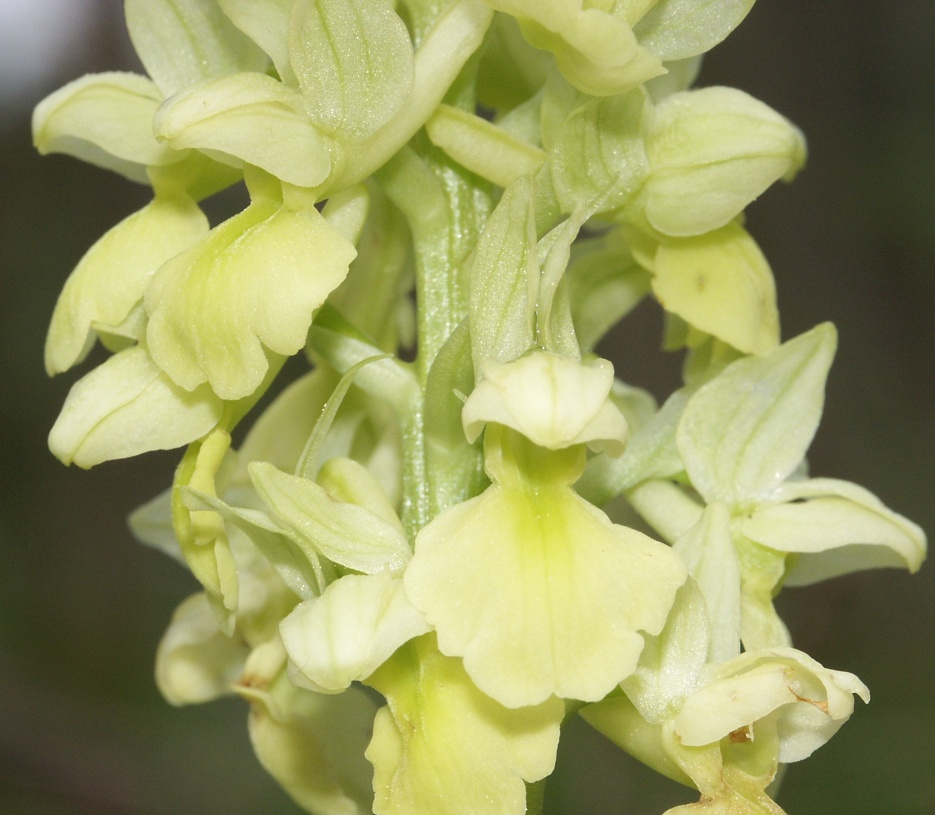
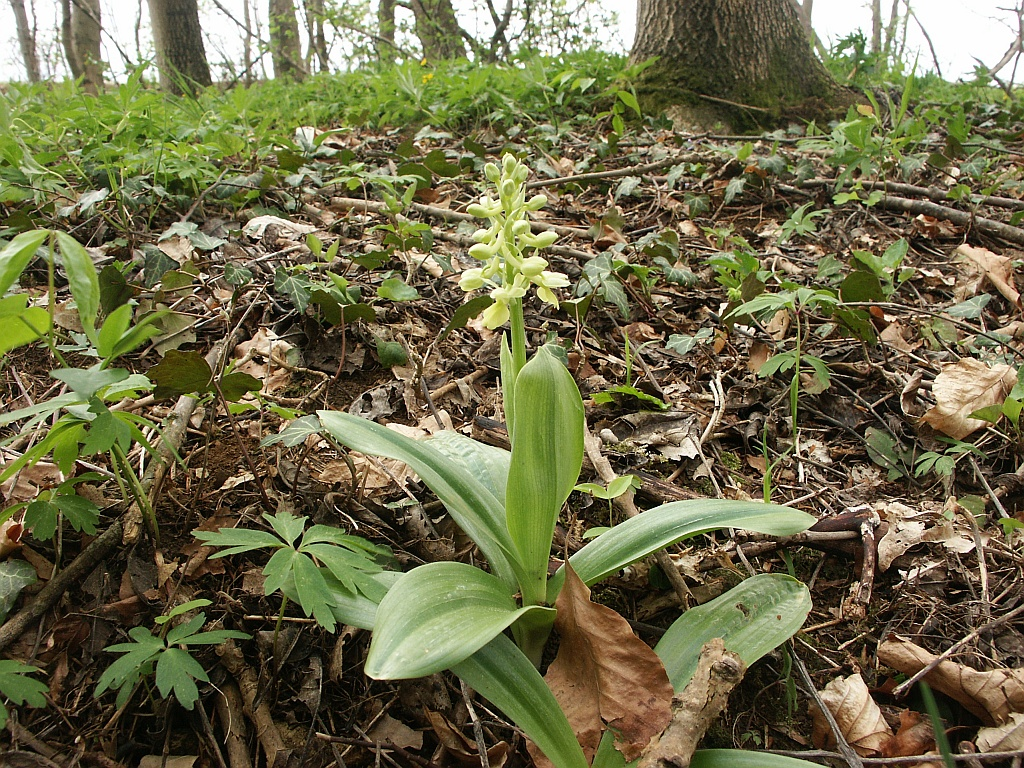